# El encargo del cazador
És una pel·lícula documental dirigida per Joaquim Jordà l'any 1990, es tracta un homenatge al seu amic Jacint Esteva, mort el 1985. Junts van dirigir l'any 1967 Dante no es únicamente severo pel·lícula considerada manifest de l'Escola de Barcelona.
Es tracta no només d'un retrat d'Esteva sinó d'una generació determinada, la dels joves dels darrer anys del franquisme. El projecte fou una proposta de la Dària Esteva, la seva filla, que entregà a Jordà el material del seu pare rodat a l'Àfrica. Produïda per TVE l'any 1990 va quedar guardada en un calaix fins 1999 que en va fer una sola emissió. L'any 1993 es va fer una projecció a la Filmoteca de Catalunya amb una certa repercussió.
"Volia fer un documental que, partint del Cinto, i dedicat a ell, expliqués una època i la vida d'un grup de gent. Però no solament aquell ambient de "gent guapa" de Boccacio, sinó també aquelles altres amistats, alguns d'aquells amics que vivien perillosament. El mon dels rics i dels fracassats, i el Cinto enmig, fent de nexe." Entrevista realitzada el 2001 per J.M García Ferrer i Martí Rom.

## Fitxa tècnica
Producció: Institut de cinema Català per a TVE
Director: Joaquim Jordà
Productor executiu: Joan Antoni González i Serret
Productors delegats: José Ricart (TVE), Joan Martí (ICC).
Cap de producció: Juan Luis Mendiaraz
Guió: Joaquim Jordà
Director de fotografia: Carles Gusi
Muntatge: Iván Aledo
Ajudant de direcció: Chus Gutiérrez
Ajudants foquistes: Sergi Gallardo, Camino Robles.
Foto fixa: Bruno Jordà
Ajudant de muntatge: Julia Juaniz
Secretària de producció: Lita Roig
Tècnic de so: Licio Marcos de Olivera
Intèrprets: Dària Esteva, Rosa Maria Esteva, Annie Settimó, Romy.
Estrena: Filmoteca de Catalunya 1993
Durada: 100 min
Argument: Documental que retrata la figura de Jacint Esteva, codirector de Dante no es únicamente severo (1967) i amic íntim de Jordà en una època de la seva vida.